# Інститут сприяння розвитку економіки
Інститут сприяння розвитку економіки, нім. Wirtschaftsförderungsinstitut (WIFI) — підрозділ Палати економіки Австрії, спеціалізується на професійні підготовці та підвищенні кваліфікації дорослого населення. Стратегія розвитку семінарів-тренінгів інституту WIFI здійснюється під девізом «освіта протягом всього життя».
Інститут – найбільша установа у сфері професійної підготовки та підвищення кваліфікації дорослого населення в Австрії, частка на ринку якого становить 20 відсотків. 
Інститут має розгалужену мережу філій по всій території  Австрії – 80 районних відділень та не менше одної філії в кожній федеральній землі.
Близько 300 000 учасників щорічно відвідують 26 000 навчальних курсів, на яких викладають 11 000 позаштатних тренерів. Це означає, що 10 відсотків робітників та службовців Австрії один раз на рік беруть участь в одному з семінарів інституту WIFI. 
Річний обіг мережі інститутів WIFI становить близько 130 млн євро.
В Австрії  інститут WIFI є ініціатором розробки нових форм семінарів-тренінгів, нових технологій та інновацій, а також програм для малих та середніх підприємств й передачі ноу-хау на міжнародному рівні.